# Micunori Fudžiguči
Micunori Fudžiguči (japonsko 藤口 光紀), japonski nogometaš, 17. avgust 1949.
Za japonsko reprezentanco je odigral 26 uradnih tekem.